# Scatonomus viridis
Scatonomus viridis är en skalbaggsart som beskrevs av Wilhelm Ferdinand Erichson 1835. Scatonomus viridis ingår i släktet Scatonomus och familjen bladhorningar. Utöver nominatformen finns också underarten S. v. walzi.